# Roccapalumba
Roccapalumba (Rrokkapalùmma in siciliano) è un comune italiano di 2 101 abitanti della città metropolitana di Palermo in Sicilia.

## Geografia
Dista dal capoluogo circa 60 km e sorge ai piedi della mole solenne della Rocca, massiccio calcareo che caratterizza il centro abitato.

## Società

### Evoluzione demografica
Abitanti censiti

## Economia
Il prodotto principale della zona è il fico d'india, di grande importanza a livello di economia agricola e la cui coltivazione ricopre grandi estensioni territoriali. Dal 2000 si tiene una sagra dedicata a questo frutto.

## Monumenti e luoghi d'interesse
Il comune è dotato di planetario e osservatorio astronomico e nella scuola elementare locale è stato istituito un centro di divulgazione astronomica, usato a fini didattici. Altri luoghi d'interesse sono:
- la Rocca, imponente massiccio dolomitico
- lavatoio pubblico del XVIII-XIX secolo, pertinenza  dell'antica masseria Pizzuta
- mulino idraulico Fiaccati, fatto realizzare da Emanuele Avellone (1880)

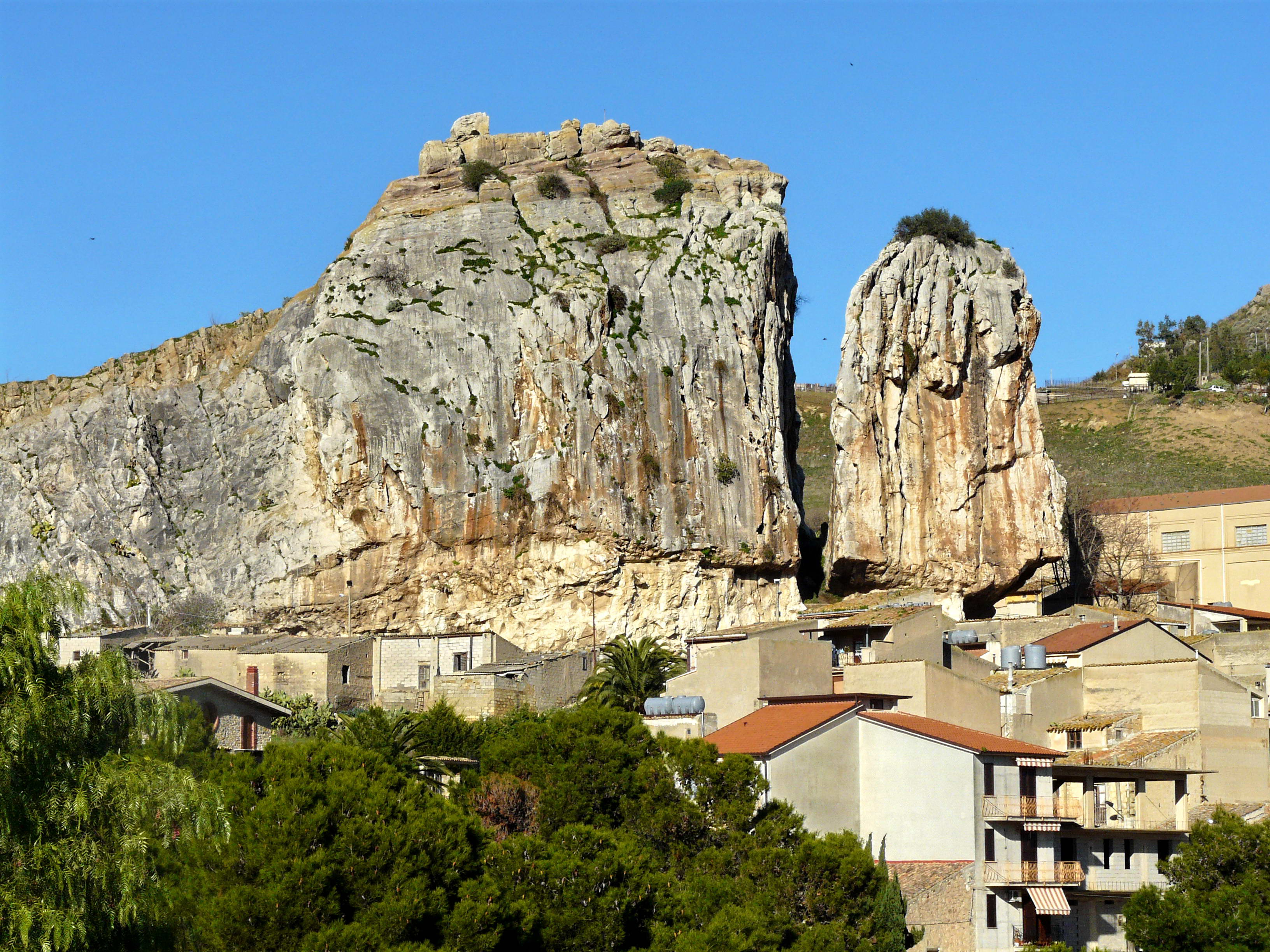
Veduta

Elenco dei manufatti di interesse storico artistico del Centro Storico Urbano:
- Chiesa Madre S.s Apostoli Pietro e Paolo, aperta al culto il 21 dicembre 1641 (rimaneggiamenti nel XVIII e  nel XX secolo)
- Palazzo F. Platamone principe di Larderia (poi Avellone), XVIII secolo (rimaneggiamenti dei secoli successivi)
- Palazzo Avellone, via Garibaldi angolo via F. Crispi, XIX secolo
- Palazzo Cannata, XIX secolo
- Palazzo Avellone, via Regina Elena 4, metà XVIII secolo
- Palazzo Avellone, via regina Elena angolo via Umberto I, XVIII secolo (rimaneggiamenti del XIX secolo)
- Palazzo Fazio, XIX secolo
- Palazzo Avellone, XIX secolo
- Casa Saladino, XIX secolo
- Ruderi chiesa Santa Maria della luce aperta al culto nel mese di settembre del 1657
- santuario madonna della Luce  (XIX secolo)
- Ex Palazzo L. Avellone, poi Municipio, XIX secolo (in parte demolito e ricostruito)
- Palazzo A. Avellone, 1830
- Palazzo L. Avellone, XIX secolo
- Magazzini Avellone, via F. Crispi XIX secolo
- Granai Avellone, via Garibaldi nn. 20, 22, ang. via F. Crispi, e piazza sottostante, XIX secolo.
- Palazzo P. Avellone, XIX secolo (rimaneggiamenti)
- Palazzo Nicosia (poi Caserma Carabinieri), XIX secolo
- Chiesa di S. Rosalia, XIX secolo (rimaneggiamenti XX secolo).

Di rilevante interesse all'ingresso del camposanto cittadino anche il monumento marmoreo a Leonardo Avellone (1830-1899), potentissimo possidente di Roccapalumba di cui fu sindaco per trentanove anni (come vi è scritto) e grande elettore di Antonio di Rudinì.
Nello stesso cimitero spicca la cappella funebre Avellone in stile Liberty, ispirata ad un progetto di Ernesto Basile, con infisso lo stemma marmoreo dei baroni d'Intorella sull'ingresso posteriore alla cripta, al cui interno è il monumento funebre marmoreo al notaio Giuseppe Avellone (1790-1857), un tempo posizionato nella chiesa Madre.

## Sport

### Calcio
La principale squadra di calcio della città è l'U.S.D. Roccapalumba 1969 che milita nel girone B siciliano di 1ª Categoria. È nata il 29 settembre 1969.

## Amministrazione
Di seguito è presentata una tabella relativa alle amministrazioni che si sono succedute in questo comune.
| Periodo           | Periodo           | Primo cittadino      | Partito                    | Carica              | Note  |
| ----------------- | ----------------- | -------------------- | -------------------------- | ------------------- | ----- |
| 4 giugno 1985     | 15 settembre 1989 | Filippo Saladino     | Democrazia Cristiana       | Sindaco             | [ 7 ] |
| 15 settembre 1989 | 6 giugno 1990     | Giovanni Di Cara     |                            | Comm. straordinario | [ 7 ] |
| 6 giugno 1990     | 10 febbraio 1994  | Raffaele De Vincenzi | Partito Comunista Italiano | Sindaco             | [ 7 ] |
| 13 giugno 1994    | 25 maggio 1998    | Giacomo Balsano      | lista civica               | Sindaco             | [ 7 ] |
| 25 maggio 1998    | 27 maggio 2003    | Raffaele De Vincenzi | lista civica               | Sindaco             | [ 7 ] |
| 27 maggio 2003    | 17 giugno 2008    | Giovanni Giordano    | lista civica               | Sindaco             | [ 7 ] |
| 17 giugno 2008    | 11 giugno 2013    | Giovanni Giordano    | Unione di Centro           | Sindaco             | [ 7 ] |
| 11 giugno 2013    | 10 giugno 2018    | Guglielmo Rosa       | lista civica               | Sindaco             | [ 7 ] |

## Nella cultura di massa
Vi ha trovato ambientazione il celebre romanzo di Simonetta Agnello Hornby La Mennulara.